# Rutewka wąskolistna
Rutewka wąskolistna (Thalictrum lucidum L.) – gatunek rośliny należący do rodziny jaskrowatych. W Polsce występuje dość pospolicie na niżu.

## Morfologia
ŁodygaWzniesiona, w obrębie kwiatostanu rozgałęziona, o wysokości 60–150 cm, bruzdowana.
LiścieDwu-trzykrotnie pierzaste, połyskujące z wierzchu, nieznacznie owłosione od spodu. Listki dolnych liści podługowate bądź klinowatopodługowate. Listki liści górnych równowąskie bądź wąskolancetowate, zwykle niepodzielone. Ogonki liściowe u nasady pozbawione przylistków.
KwiatyŻółte, wzniesione, wonne i skupione na końcach rozgałęzień baldachogroniastej wiechy. Pręciki o nitkach żółtych, pełniących rolę powabni. Okwiat 4-5 listkowy, szybko odpadający.
OwocePodłużnie bruzdowane, siedzące orzeszki tworzące owoc zbiorowy.

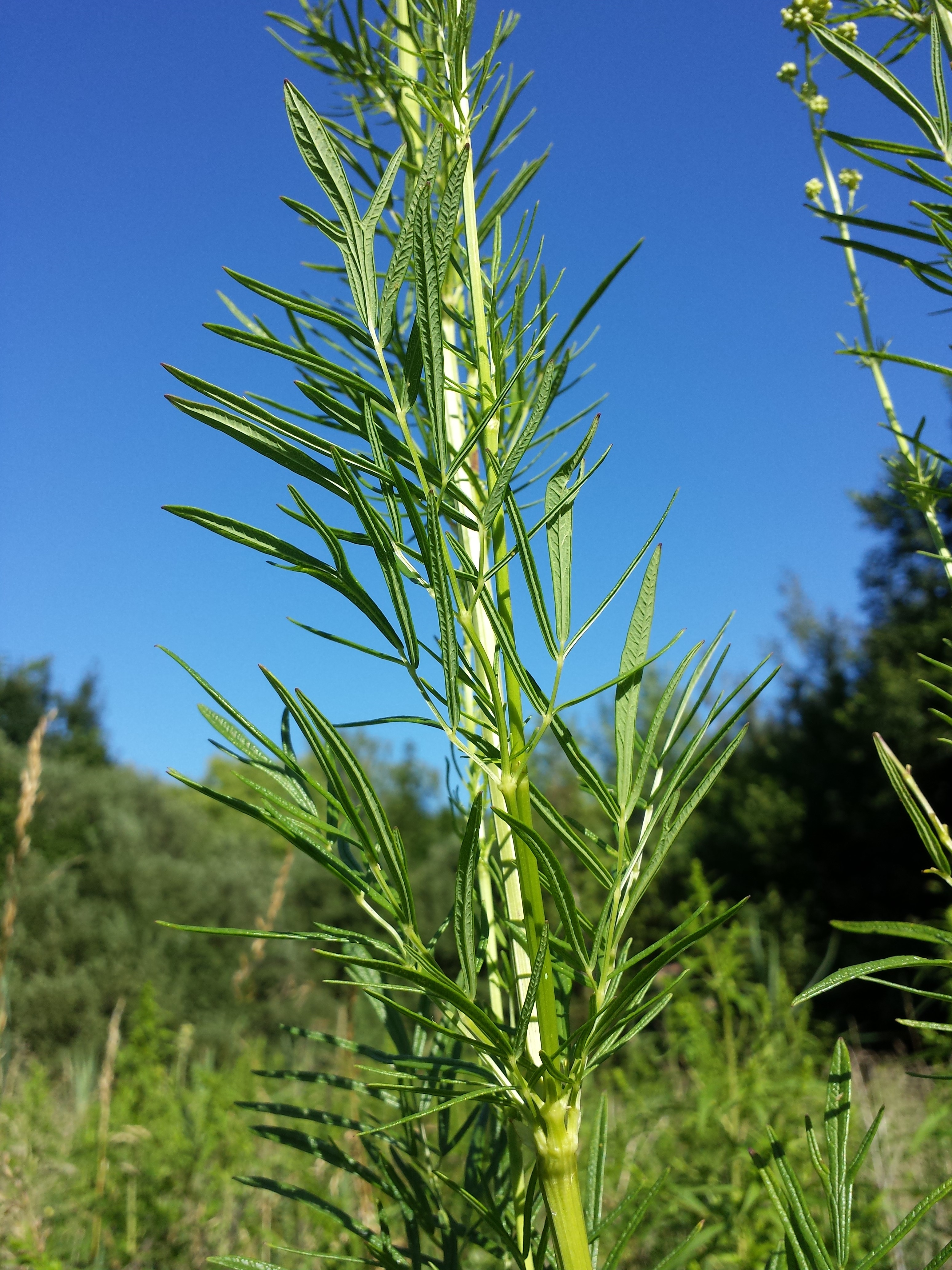
Liście
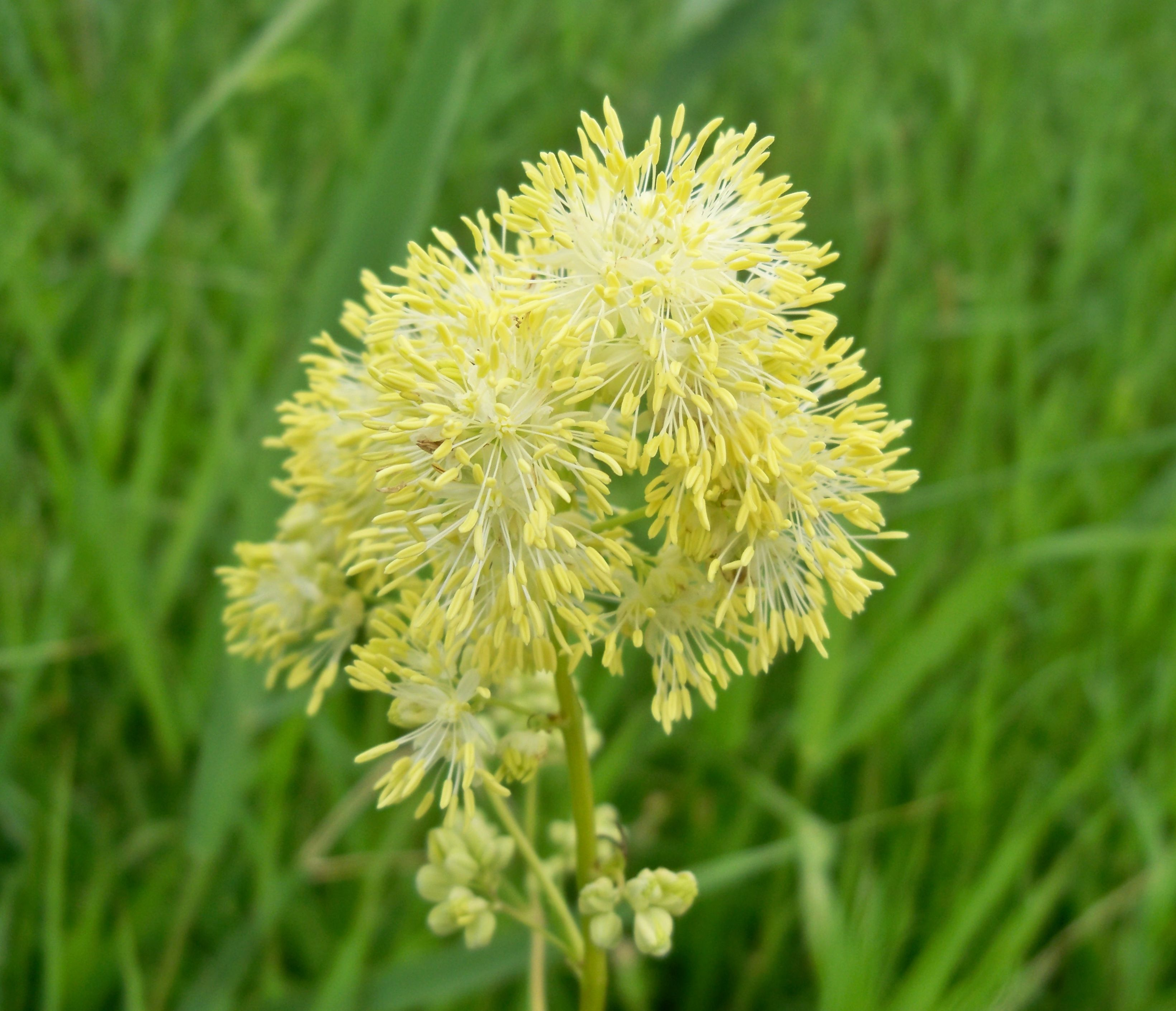
Kwiatostan
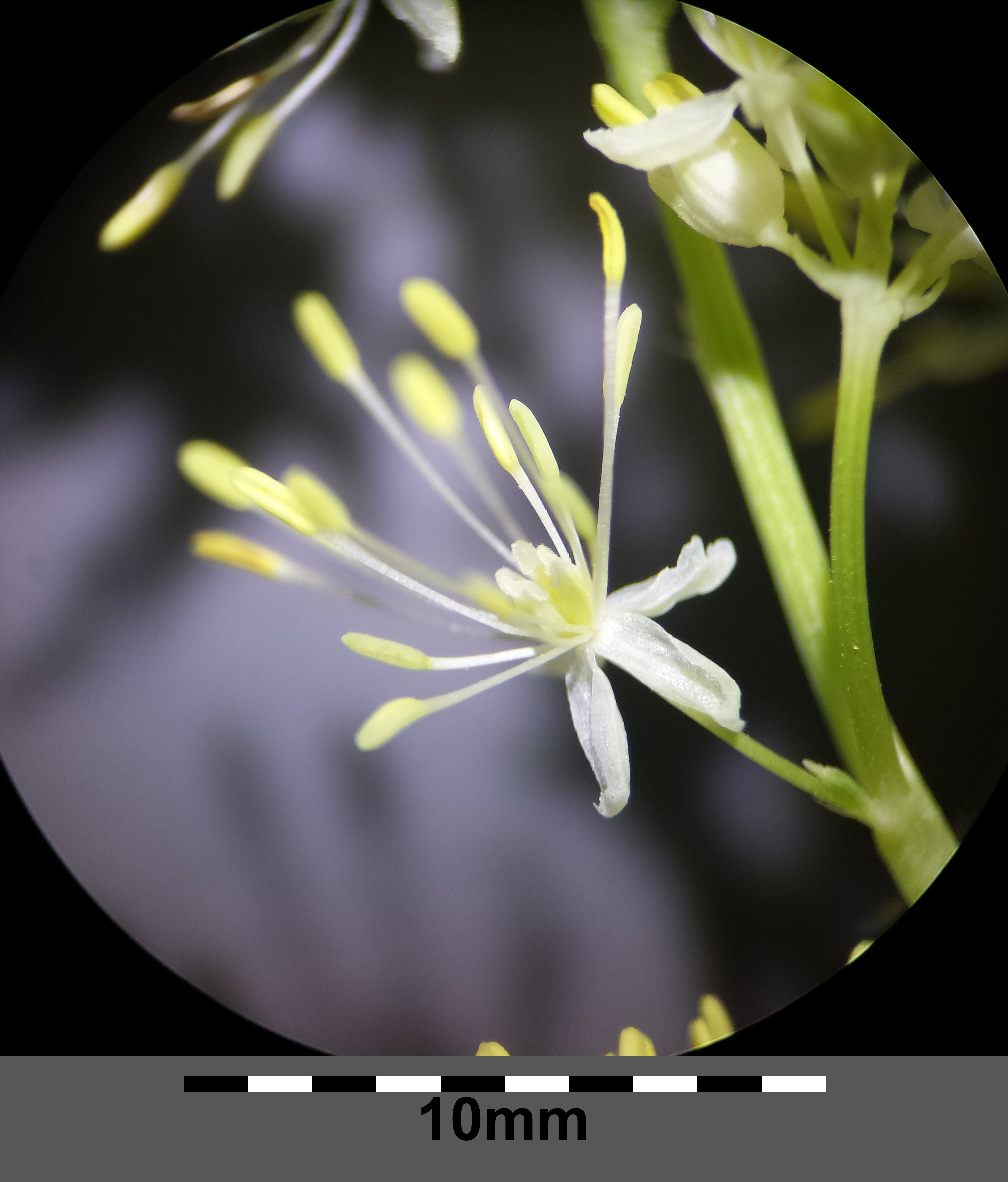
Kwiat
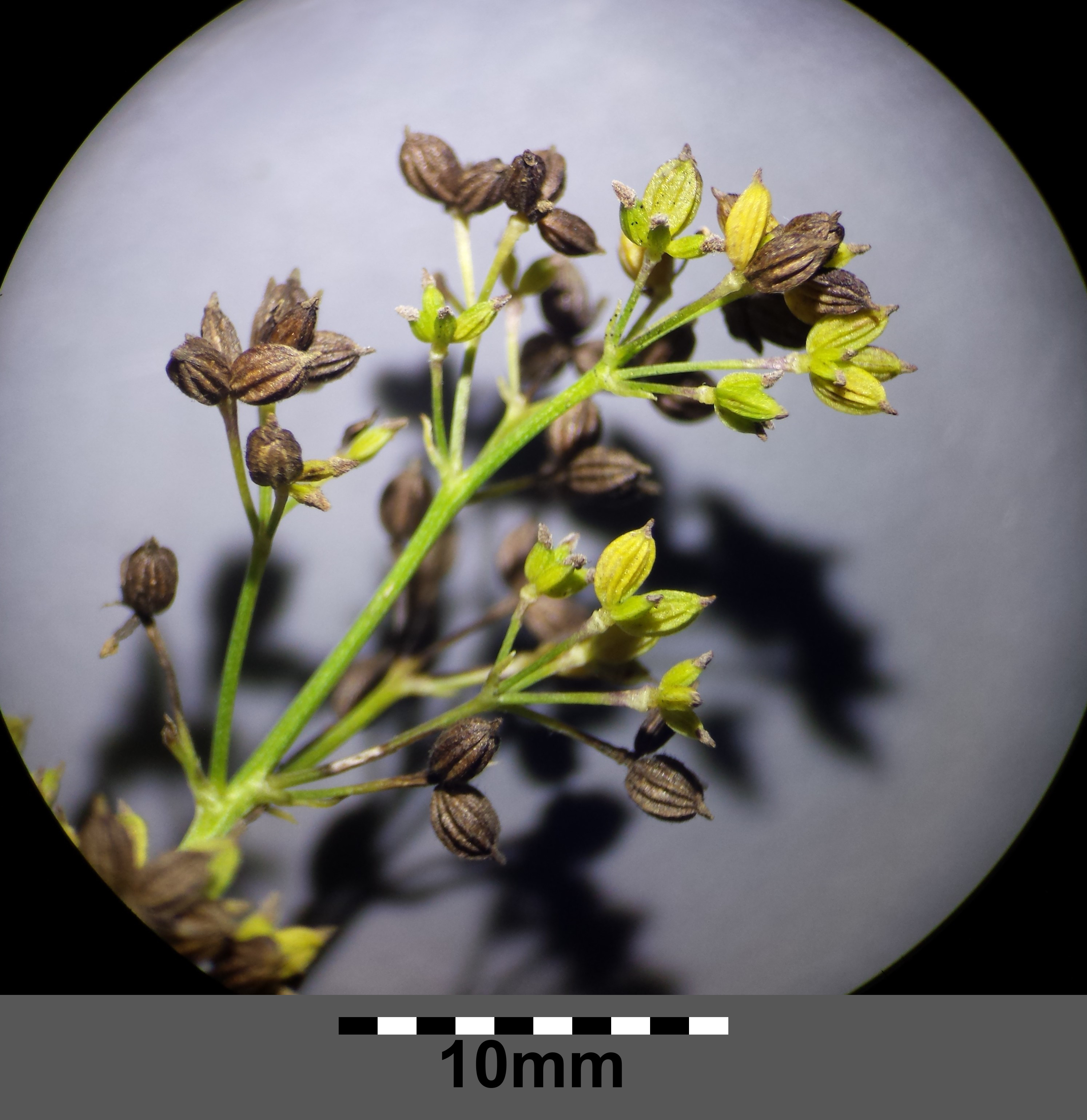
Owoce

## Biologia i ekologia
Bylina, kwitnie od czerwca do sierpnia. Zasiedla torfowiska niskie, wilgotne łąki, brzegi rzek i zarośla.